# KStars
KStars是一個免費、自由的天文學程式，使用GPL授權。它提供了一個從地球上任何地點、任何時間和日期，精確圖形顯示的夜空。該顯示能力包括250萬顆恆星、13000個深空天體、所有88個星座、所有8個行星、太陽和月球、成千上萬的彗星和小行星。它的功能適合所有階段的用戶，從豐富的超文本天文學文章，到作為耐用的望遠鏡和CCD相機。

## 外部連結
- MPC Elements for Comets and Minor Planets in KStars （页面存档备份，存于）